# 1930 chez Disney
Cet article présente la liste des évènements de la Walt Disney Productions ayant eu lieu en 1930.

## Événements

### Janvier
- 10 janvier 1930, Naissance de Roy Edward Disney, fils de Roy Oliver Disney et neveu de Walt Disney[1]
- 11 janvier 1930, Premier Mickey Mouse Club au Fox Dome Theater de Los Angeles[2]
- 13 janvier 1930, Première apparition de Mickey Mouse en comic strip distribué par King Features Syndicate[3],[4]
- 16 janvier 1930, Sortie de la Silly Symphony Summer[5],[6]

### Février
- 13 février 1930, Sortie de la Silly Symphony Autumn[7]

### Mars
- 3 mars 1930, Sortie du Mickey Mouse Concert rustique (The Barnyard Concert)[8]
- 13 mars 1930, Sortie de la Silly Symphony Cannibal Capers[9]
- 14 mars 1930, Sortie du Mickey Mouse Just Mickey[10]

### Avril
- 11 avril 1930, Sortie du Mickey Mouse Qui s'y frotte s'y pique  (The Cactus Kid)[11]

### Mai
- 8 mai 1930, Sortie de la Silly Symphony Frolicking Fish[12]

### Juin
- 5 juin 1930, Sortie de la Silly Symphony Arctic Antics[13]
- 20 juin 1930, Sortie du Mickey Mouse Combattants du feu (The Fire Fighters)
- 21 juin 1930, Sortie de la Silly Symphony Frolicking Fish[14],[15]

### Juillet
- 3 juillet 1930, Sortie de la Silly Symphony Midnight in a Toy Shop[16],[17]
- 11 juillet 1930, Sortie du Mickey Mouse La Fête joyeuse (The Shindig)[18], dans lequel Clarabelle Cow acquiert son nom définitif
- 31 juillet 1930, Sortie de la Silly Symphony Nuit[19]

### Août
- 10 août 1930, Sortie de la Silly Symphony Monkey Melodies[20]
- 18 août 1930, Sortie du Mickey Mouse Symphonie enchaînée (The Chain Gang) marquant la première apparition de Pluto[21]

### Septembre
- 22 septembre 1930, Sortie du Mickey Mouse Gare au gorille (The Gorilla Mystery)[22] (ou 10 octobre)

### Octobre
- 6 octobre 1930, le quotidien Le Petit Parisien accepte la proposition de Paul Winkler de publier les aventures de Mickey Mouse, et annonce aux lecteurs la diffusion dans ses colonnes le lendemain[23]
- 10 octobre 1930, Sortie du Mickey Mouse  Gare au gorille (The Gorilla Mystery)[24] (ou 22 septembre)
- 23 octobre 1930, Sortie du Mickey Mouse Le Pique-nique (The Picnic)[25]
- 30 octobre 1930, Sortie de la Silly Symphony Hiver[26] (ou 5 novembre)

### Novembre
- 5 novembre 1930, Sortie de la Silly Symphony Hiver[27] (ou 30 octobre)

### Décembre
- 5 décembre 1930, Sortie du Mickey Mouse Pioneer Days[28]
- 27 décembre 1930, Sortie de la Silly Symphony Playful Pan[29],[30],[31]